# 1 Dywizja Artylerii OPK im. Powstańców Śląskich
1 Dywizja Artylerii OPK im. Powstańców Śląskich (1 DA OPK) – związek taktyczny Wojsk Rakietowych i Artylerii Wojsk Obrony Powietrznej Kraju.

## Historia i powstanie
30 września 1967 Minister Obrony Narodowej przemianował 13 Dywizję Artylerii OPK im. Powstańców Śląskich w Bytomiu na 1 Dywizję Artylerii OPK im. Powstańców Śląskich. Od tego czasu jednostka dziedziczyła tradycje 1 Dywizji Artylerii Przeciwlotniczej.
Dywizja, dla zachowania w tajemnicy jej przeznaczenia, posługiwała się tradycyjną nazwą „artylerii”. Mimo tego była związkiem taktycznym rakiet przeciwlotniczych. Na jej uzbrojeniu znajdowały się przeciwlotnicze zestawy rakietowe S-75A „Dźwina”, S-75M i S-75W „Wołchow” oraz S-125 i S-125M „Newa”.
W latach 1974–1976 i 1988 dywizja została odznaczona medalem pamiątkowym „Za wybitne osiągnięcia w służbie wojskowej”, a w 1976 - Orderem Sztandaru Pracy I klasy.
24 czerwca 1988 dywizja została przemianowana na 1 Brygadę Artylerii Obrony Powietrznej Kraju im. Powstańców Śląskich.

## Dowódcy dywizji
- płk Jan Styran (1959–1968)
- płk Jerzy Szmyrgałło (1968–1971)
- gen. bryg. Jan Łazarczyk (1971–1981)
- płk Bogdan Miller (1981–1986)
- płk Wiesław Kozikowski (1986–1990)